# Урсула
Света Урсула е християнска светица. На латински името ѝ означава „малка мечка“.
Сведенията за нея са от легенда, според която тя е убита през 383 г. от хуни, заедно с 11 (според по-късни варианти 11 000) други девици, като е била застреляна с харпун.